# A Gyilkos elmék epizódjainak listája (8. évadtól)
Az itt látható epizódlista a Gyilkos elmék című amerikai televíziós sorozat epizódjait tartalmazza a 8. évadtól kezdődően.

## Előző évadok
A sorozat első 7 évadának epizódjait A Gyilkos elmék epizódjainak listája (1–7. évad) szócikk tartalmazza.

## 8. évad (2012-2013)
| Sor. | Év. | Cím                                          | Rendező             | Író                                    | Premier                               | Nézettség    |
| --- | --- | -------------------------------------------- | ------------------- | -------------------------------------- | ------------------------------------- | ------------ |
| 163. | 1.  | A Némító (The Silencer)                      | Glenn Kershaw       | Erica Messer                           | 2012. szeptember 26. 2013. május 1.   | 11,73 millió |
| A legendás Némító megszökik abból a mentőautóból, amiben épp átszállították volna a kórházba. Szökése előtt még végzett az őt kísérő rendőrrel is, akinek összevarrta a száját. Alaposan meglepi a profilozókat, amikor az áldozat szájából egy üzenet kerül elő. Úgy tűnik, a sorozatgyilkos változtat a módszerén, méghozzá áldozatról áldozatra. Egyetlen dolog biztos, a Némító több gyilkosságra készül, ugyanis a teljes tűkészletet magával vitte a mentőből.                                         |     |                                              |                     |                                        |                                       |              |
| 164. | 2.  | Az egyezség (The Pact)                       | Karen Gaviola       | Janine Sherman Barrois                 | 2012. október 10. 2013. május 8.      | 11,49 millió |
| Két embert ölnek meg egy este alatt. Az áldozatokat leütötték, autóhoz láncolták, és hosszasan vonszolták. A profilozók abban egyetértenek, hogy legalább két elkövetőnek kell lennie. Hamarosan az áldozatok közötti kapcsolatokra is fény derül. Mindegyiknek volt valamilyen szerepe gyermekek bántalmazásában, és mindegyikük megúszta a börtönt. A bosszúhadjárat során azonban az amatőr páros belefut egy pszichopata sorozatgyilkosba.                                                               |     |                                              |                     |                                        |                                       |              |
| 165. | 3.  | A tükrön át (Through the Looking Glass)      | Dermott Downs       | Sharon Lee Watson                      | 2012. október 17. 2013. május 15.     | 11,81 millió |
| Szinte kiirtanak egy családot, a holttestekre egy elhagyott erdőben találnak rá. A nyomozás során kiderül, hogy a család legfiatalabb tagja, a 10 éves Scott nincs az áldozatok között, ráadásul a helyszínt úgy rendezték be, mintha az apa mészárolta volna le a családját. Hamarosan egy újabb család tűnik el, ám a helyi rendőrség szerint csak a felhalmozott adósságaik elől szöktek el. Morgan azonban biztos benne, hogy őket is elrabolták.                                                        |     |                                              |                     |                                        |                                       |              |
| 166. | 4.  | Isten - komplexus (God Complex)              | Larry Teng          | Breen Frazier                          | 2012. október 24. 2013. május 22.     | 11,61 millió |
| Egy aberrált elkövető férfiakat rabol el, majd amputálja a jobb lábukat. Amikor néhány nappal később egy férfi sokkos állapotban sétál be a kórházba, nyilvánvalóvá válik, hogy nem a haláluk a cél. A férfi lábát levágták, és a helyére egy idegen lábat varrtak vissza. A profil nem áll össze, ezért Reed titokzatos kapcsolatához fordul segítségért, aki segít leszűkíteni a lehetséges elkövetők számát. Morgan felfigyel Reed fejfájására és titkolózására.                                          |     |                                              |                     |                                        |                                       |              |
| 167. | 5.  | Édes anyaföld (The Good Earth)               | John Terlesky       | Bruce Zimmerman                        | 2012. október 31. 2013. május 29.     | 11,99 millió |
| Rövid időn belül nyomtalanul eltűnik négy fiatal és sikeres férfi. Amikor az egyik eltűnt férfi holtteste előkerül, teljesen meg kell változtatni a profilt. Az áldozatban ugyanis rengeteg nyugtatót találtak, ami arra utal, hogy az elkövető fizikai hátrányban van, tehát nagy valószínűséggel nő. Másnap újabb holttestet fedeznek fel a folyóban, ami cseppet sem könnyíti meg a nyomozást, az elkövetőt szinte lehetetlen nyomon követni.                                                             |     |                                              |                     |                                        |                                       |              |
| 168. | 6.  | A tanítvány (The Apprenticeship)             | Rob Bailey          | Virgil Williams                        | 2012. november 7. 2013. június 5.     | 12,09 millió |
| Egy prostituáltat találnak összeverve az egyik sikátorban, fején zacskó, pontosan úgy, ahogy a város másik végén több kivégzett kutyát is találtak. Hotchner biztos benne, hogy az állatkínzó és a nő gyilkosa egy és ugyanaz a személy, és ez még csak a kezdet. Megérzése beigazolódik, ám a csapat megdöbbenésére, az elkövetés módja drámaian csiszoltabbá válik, amiből arra következtetnek, hogy valaki kiképzi az elkövetőt.                                                                          |     |                                              |                     |                                        |                                       |              |
| 169. | 7.  | Elesettek (The Fallen)                       | Doug Aarniokoski    | Rick Dunkle és Danny Ramm              | 2012. november 14. 2013. június 12.   | 12,20 millió |
| Három holttest miatt utaznak a profilozók Santa Monicába. Mindegyik áldozatot felgyújtották, méghozzá mindegyiket a híres mólónál. Hamarosan kiderül, hogy ezzel a haláluknak csak a valódi okát próbálta palástolni az elkövető. A negyedik áldozat esetében azonban már történtek változások, a sorozatgyilkos új módszerrel kísérletezik. Hotchner és csapata kiderítik, hogy az áldozatok mind hajléktalanok voltak. Nyomozás közben Rossi váratlanul összefut régi kollégájával a hajléktalanok között. |     |                                              |                     |                                        |                                       |              |
| 170. | 8.  | Busszal a pokolba (The Wheels on the Bus...) | Rob Hardy           | Kimberly Ann Harrison                  | 2012. november 21. 2013. június 19.   | 11,53 millió |
| Elrabolnak egy iskolai buszt, rajta 24 gimnazistával. A buszon több problémás diák is van, ráadásul a sofőr sem makulátlan. Amikor váratlanul szabadon engednek 14 diákot, akik azt állítják, hogy az emberrablók sokkoló gallérral terrorizálják a fogságban marad társaikat, Rossi rájön, hogy egy videó játékot szimulálnak, az istenek harcát, amelyben halálos küldetéseken vesznek részt a versenyzők.                                                                                                 |     |                                              |                     |                                        |                                       |              |
| 171. | 9.  | Csodálatos fény (Magnificent Light)          | John T. Kretchmer   | Sharon Lee Watson                      | 2012. november 28. 2013. június 26.   | 12,37 millió |
| Megölnek a saját házában egy fiatal nőt közvetlenül azután, hogy részt vett a nagy sikerű önismereti show-műsoron, ahol kiválasztották. Mint kiderül, ő már nem az első ilyen áldozat, ezért a műsorvezetőt azonnal letartóztatják. Csakhogy a férfi sziklaszilárd alibivel rendelkezik, ezért a profilozók segítségét kérik. Hotch és csapata hamar kiderítik, hogy egy korábbi kiválasztott követi el a gyilkosságokat, akit maga a műsorvezető lelkesített fel.                                           |     |                                              |                     |                                        |                                       |              |
| 172. | 10. | A lecke (The Lesson)                         | Matthew Gray Gubler | Janine Sherman Barrois                 | 2012. december 5. 2013. július 3.     | 11,33 millió |
| Hotchner és csapata még soha nem találkozott ilyen meghökkentő esettel. Egy férfi és a társa élő marionette-társulatot próbál létrehozni elrabolt férfiakból és nőkből. A tesztelések során azonban több áldozat is meghal, akiknek minden végtagja ki van fordítva, csontjaik összetörtek. A Művész hamarosan elkészül a társulattal, és előadja saját hátborzongató történetét. |     |                                              |                     |                                        |                                       |              |
| 173. | 11. | Évelők (Perennials)                          | Michael Lange       | Bruce Zimmerman                        | 2012. december 12. 2013. július 10.   | 12,01 millió |
| Látszólag teljesen véletlenszerűen választja ki áldozatait az a gyilkos, aki vésővel üti fejbe áldozatait, majd lárvával borítja be a holttesteket. Morgan és Rossi találnak egy szemtanút, aki tökéletes személyleírást ad a gyilkosról. Hamarosan kiderül, hogy a férfi egy húsz évvel korábban meghalt sorozatgyilkos reinkarnációjának véli magát, és másolja elődjét. |     |                                              |                     |                                        |                                       |              |
| 174. | 12. | Zugzwang (Zugzwang)                          | Jesse Warn          | Breen Frazier                          | 2013. január 16. 2013. július 17.     | 12,64 millió |
| Reid hónapok óta tartó titkos szerelme, Maeve bujkálásra kényszerül egy notórius zaklató miatt. Egy nap már nem a lány veszi fel a telefonját, hanem maga a zaklató, ami halálra rémíti Spencert. Hotchnerhez fordul segítségért, aki nem hivatalos ügyként kezeli az esetet, ezért csak a csapat tagjaira számíthat. Amikor eltűnik a lány korábbi vőlegénye is, Spencer rájön, hogy az elkövető nő, aki riválist lát a genetikusként nagy sikereket elért Maeve-ban.                                       |     |                                              |                     |                                        |                                       |              |
| 175. | 13. | Opus Magnum (Magnum Opus)                    | Glenn Kershaw       | Jason J. Bernero                       | 2013. január 23. 2013. július 24.     | 11,84 millió |
| Reid képtelen túltenni magát barátnője elvesztésén. Ám amikor a csapat megakad a nyomozásban, a segítségükre siet. Az áldozatok szemhéját levágták, és mindegyik holttestet kivéreztettek. Reid szerint a vért festéknek használja az elkövető, ezért a gyanúsítottak körét leszűkítik a művészek körére. A keresésen azonban ez sem sokat segít, a gyilkos ugyanis egyre gyakrabban csap le. |     |                                              |                     |                                        |                                       |              |
| 176. | 14. | Törések (Broken)                             | Thomas Gibson       | Erica Messer                           | 2013. február 6. 2013. július 31.     | 11,98 millió |
| Michelle Bradley nyomtalanul eltűnik a leánybúcsúról, amikor barátnője kis időre magára hagyja az egyik bár előtt. Hotchner és csapata kapja meg az ügyet, amikor kiderül, hogy ez már a harmadik emberrablás rövid időn belül, és az eltűntek mind fiatal egyetemisták. Nem sokkal később megtalálják Michelle összeszurkált holttestét. A nyomozók biztosak benne, hogy az elkövető órákon belül újabb áldozatra fog vadászni.                                                                             |     |                                              |                     |                                        |                                       |              |
| 177. | 15. | Ami megmaradt (All That Remains)             | Larry Teng          | Rick Dunkle                            | 2013. február 20. 2013. augusztus 7.  | 10,69 millió |
| Egy apa két napja elhagyta két kiskorú lányát. Nem sokkal később a felesége is nyomtalanul eltűnik. A férfi kétségbeesve fordul a profilozókhoz. Hotchner és társai a nyomok alapján az apát tartják az első számú gyanúsítottnak. Bruce Morrisonról ugyanis kiderül, hogy az utóbbi időben nagyon labilissá és kiszámíthatatlanná vált. |     |                                              |                     |                                        |                                       |              |
| 178. | 16. | Indigóval (Carbon Copy)                      | Rob Hardy           | Virgil Williams                        | 2013. február 27. 2013. augusztus 14. | 10,33 millió |
| Egy férfi holttestet találnak a sivatagban. Az áldozat lábát amputálták, és egy másikéval pótolták. A módszer egy korábbi ügyre vall, ezért azt gyanítják, hogy másolója van. Nem sokkal később üzenetet kapnak egy újabb holttesttel. Valaki az összes eddigi ügyüket megismétli. Hotchner és a csapat úgy dönt, hogy a folyamatban lévő ügyek mellett ezt is megoldja. |     |                                              |                     |                                        |                                       |              |
| 179. | 17. | Rokonlelkek (The Gathering)                  | Michael Lange       | Kimberly Ann Harrison                  | 2013. március 20. 2013. augusztus 21. | 11,58 millió |
| A Replikátor ezúttal Jennifernek küld baljós üzenetet. A csoport megpróbálja összerakni a profilt, ám a vezetőség leállítja őket az ügyről arra hivatkozva, hogy elhanyagolják a többi megbízásukat. Egy dologban már biztosak, a Replikátornak társa is van, ugyanis ugyanabban az időpontban nem lehetett két helyen. Ezentúl Hotch és a csapat a saját szabadidejét szánja az ügy megoldására. |     |                                              |                     |                                        |                                       |              |
| 180. | 18. | Helyreállítás (Restoration)                  | Félix Alcalá        | Jim Clemente és Janine Sherman Barrois | 2013. április 3. 2013. augusztus 28.  | 10,79 millió |
| Két férfit ölnek meg Chicagóban tíz nap alatt. Az áldozatokat puszta kézzel verték agyon, és mindkettőt megszégyenítették. Életkorukat leszámítva látszólag nincs közöttük kapcsolat, de a nyomozás során kiderül, hogy kiskorúak zaklatása miatt már meggyűlt a bajuk a törvénnyel. Derek felkeresi az egykori zaklatóját a börtönben, és alkut ajánl neki. |     |                                              |                     |                                        |                                       |              |
| 181. | 19. | Üzenet a jövőbe (Pay It Forward)             | John Terlesky       | Bruce Zimmerman                        | 2013. április 10. 2013. szeptember 4. | 11,47 millió |
| Colorado egyik kisvárosában 25 év után időkapszulát nyitnak fel. A sok régiség között egy levágott emberi fejet is találnak. Az FBI-nak sikerül azonosítani a fiatal férfi holttestét. A lefejezés módja egy másolóra utal, aki várhatóan újra akcióba lép. Hotchner és társai nem is sejtik, hogy milyen veszélyes ellenféllel állnak szemben. |     |                                              |                     |                                        |                                       |              |
| 182. | 20. | Alkímia (Alchemy)                            | Matthew Gray Gubler | Sharon Lee Watson                      | 2013. május 1. 2013. szeptember 11.   | 10,13 millió |
| A rezervátumban talált, két különböző elkövetőre utaló holttestekről kiderül, hogy van kapcsolat közöttük, és gyilkosuk ugyanaz a személy lehet. A körülményekből egyértelmű, hogy a gyilkos pszichopata, aki szemrebbenés nélkül darabolja fel áldozatait. A nyomozás során egyre valószínűbbé válik, hogy a favágók között kell keresni a tettest. |     |                                              |                     |                                        |                                       |              |
| 183. | 21. | Drága Dadus (Nanny Dearest)                  | Doug Aarniokoski    | Virgil Williams                        | 2013. május 8. 2013. szeptember 18.   | 10,08 millió |
| A csoport rendkívüli értekezletet tart. Több éve próbálják elkapni azt a sorozatgyilkost, aki évente csak egyszer lép akcióba. A pszichopata férfi mindig ugyanazon a napon végez áldozatával. Célpontjai olyan fiatal nők, akik babakocsis gyerekek bébiszitterei. A kiválasztott nőt előzetesen megfigyeli, majd a gyermekkel együtt néhány nappal korábban elrabolja, és hosszasan kínozza. |     |                                              |                     |                                        |                                       |              |
| 184. | 22. | A hatos számú áldozat (#6)                   | Karen Gaviola       | Breen Frazier                          | 2013. május 15. 2013. szeptember 25.  | 10,56 millió |
| Két fiatal srác késő éjjel megpróbál ellopni egy luxusautót. A csomagtartójában azonban két hullát találnak. Ez már nem az első ilyen eset, a nyomozók korábban is találtak egy házaspárt ugyanilyen körülmények között. A két eset alapján egyértelművé válik, hogy az elkövető az áldozatokat egy hétig tartja fogva, hogy mindenféle pszichikai kísérletet végezzen rajtuk. A különös kegyetlenséggel elkövetett kínzások még a sokat látott Rossit is megdöbbentik.                                      |     |                                              |                     |                                        |                                       |              |
| 185. | 23. | A Hotchner testvérek (Brothers Hotchner)     | Rob Bailey          | Rick Dunkle                            | 2013. május 22. 2013. október 2.      | 11,01 millió |
| Hotchner öccse bajba kerül, amikor egy nő a karjai közt vérzik el az egyik éjszakai bárban. Shawn bevallja a bátyjának, hogy a szórakozóhelyen, ahol dolgozik, ez már a harmadik ilyen eset, ám a tulajdonos nem jelentette az esetet, és minden alkalmazottat megfenyegetett. Néhány nap múlva tömeges haláleset történik, az áldozatok a szemükön és szájukon át véreznek el. |     |                                              |                     |                                        |                                       |              |
| 186. | 24. | A replikátor (The Replicator)                | Glenn Kershaw       | Erica Messer                           | 2013. május 22. 2013. október 9.      | 11,01 millió |
| A Replikátor New Yorkban van, és elkapja Erin Strausst. Közben kiderül, hogy a sorozatgyilkos Garcia lakásán is járt, és az otthoni gépéről blokkolta a csapat teljes hozzáférését az adatbázishoz. Hotchner és Rossi titokban néhány megoldott bűneset dokumentumába nem létező adatokat írt be azzal a szándékkal, hogy leper csalják a Replikátort, aki nagy valószínűséggel belső ember. A terv azonban nem egészen úgy alakul, ahogy elképzelték, és a csapatból többen is életveszélybe kerülnek.      |     |                                              |                     |                                        |                                       |              |

## 9. évad (2013-2014)
| Sor. | Év. | Cím                                                  | Rendező             | Író                                                    | Premier                               | Nézettség    |
| --- | --- | ---------------------------------------------------- | ------------------- | ------------------------------------------------------ | ------------------------------------- | ------------ |
| 187. | 1.  | A mester... (The Inspiration)                        | Glenn Kershaw       | Janine Sherman Barrois                                 | 2013. szeptember 25. 2014. április 9. | 11,27 millió |
| A viselkedéselemzők Arizonába utaznak, hogy kiderítsék, ki állhat a sorozatos rituális gyilkosságok mögött. A csapat időközben munkájukat érintő felfedezést is tesz: Hotch meg szeretné pályázni a megüresedett vezetői posztot. |     |                                                      |                     |                                                        |                                       |              |
| 188. | 2.  | ...és a tanítvány (The Inspired)                     | Larry Teng          | Breen Frazier                                          | 2013. október 2. 2014. április 16.    | 11,12 millió |
| Hotchner nyomás alatt van, már nem halogathatja tovább a döntést. Vagy elfogadja a kinevezést, vagy a csapattal marad. Közben a viselkedéselemzők továbbra is dolgozhatnak az arizonai rituális gyilkosságok ügyén, minden mást félretéve. Az ügy egyre bonyolultabbá válik, amikor kiderül, hogy a gyanúsított férfi anyja is igen különösen viselkedik, és lehet, hogy ő is egy potenciális sorozatgyilkos.                                                                |     |                                                      |                     |                                                        |                                       |              |
| 189. | 3.  | A végső célpont (Final Shot)                         | Bethany Rooney      | Sharon Lee Watson                                      | 2013. október 9. 2014. április 23.    | 10,98 millió |
| Egy orvlövész fényes nappal tüzet nyit a téren sétáló tömegre, és több járókelővel is végez. A profilozók első feltételezései szerint a Kennedy-gyilkosság évfordulója lehet a dallasi helyszín és a gyilkosságok hátterében, de egy terrortámadás sem kizárt. Nem sokkal később egy benzinkútnál is kitör a pánik, újabb áldozatokkal végez a gyilkos. A látszólag véletlenszerű áldozatok között azonban megtalálják a valódi célpontokat.                                 |     |                                                      |                     |                                                        |                                       |              |
| 190. | 4.  | A szemtanú (To Bear Witness)                         | Rob Bailey          | Erica Messer                                           | 2013. október 16. 2014. április 30.   | 11,06 millió |
| Egy zavarodott férfit szállítanak be a kórházba, akit kis híján elgázolt egy kamion. Az orvosok megdöbbenve vizsgálják, a férfin ugyanis lobotómiát végeztek a szemüregen át. A viselkedés elemzők egy régóta inaktív sorozatgyilkosra gyanakszanak, aki szándékosan hagyta életben az áldozatát. Derek azonnal a helyszínre utazik, hogy kapcsolatba lépjen a szemtanúval, aki ugyan mindent ért, ám a beszédközpontja a műtét következtében megbénult.                     |     |                                                      |                     |                                                        |                                       |              |
| 191. | 5.  | 66-os út (Route 66)                                  | Doug Aarniokoski    | Virgil Williams                                        | 2013. október 23. 2014. május 7.      | 11,55 millió |
| A 16 éves Samanta Wilcox eltűnt. Előző este a lány kiszökött a barátjával egy táborból. Barátját összeverve, eszméletlen állapotban találják meg, és a személyleírás alapján az elkövető Samantha apja, a volt fegyenc, aki feltételesen van szabadlábon. Nagyon úgy tűnik, hogy a férfi időközben szociopata sorozatgyilkossá vált, és a lány is része kiszámíthatatlan tervének.                                                                                           |     |                                                      |                     |                                                        |                                       |              |
| 192. | 6.  | Leszármazottak (In the Blood)                        | Michael Lange       | Bruce Zimmerman                                        | 2013. október 30. 2014. május 14.     | 10,64 millió |
| A tengerparton, a kövek között megkínzott női holttestet találnak. Annyi bizonyos, hogy az áldozatot élve temették el, és feltehetően rajta kívül még több áldozata is lehet az elkövetőnek. A profil alapján egyértelműen egy önkínzó személyiség lehet a háttérben, aki elszigetelt környezetben él, és beteges kapcsolatban áll a nőkkel. |     |                                                      |                     |                                                        |                                       |              |
| 193. | 7.  | A gyilkos védelmező (Gatekeeper)                     | Matthew Gray Gubler | Rick Dunkle                                            | 2013. november 6. 2014. május 21.     | 9,7 millió   |
| Bostonban fojtogató gyilkos garázdálkodik. Különös módon alacsony jövedelműekre vadászik, és csak a tárcájukat lopja el, a bankkártyákat azonban egyetlen alkalommal sem használta. Így egyelőre nem tudni, mi motiválja az elkövetőt az áldozatok kiválasztásakor. |     |                                                      |                     |                                                        |                                       |              |
| 194. | 8.  | A visszatérés (The Return)                           | John Terlesky       | Kimberly Ann Harrison                                  | 2013. november 13. 2014. május 28.    | 11,63 millió |
| Egy fiatal férfi megöl három embert az egyik népszerű büfében. A helyszínen tartózkodó rendőr, aki éppen vacsorázott, azonnal végez az elkövetővel. Kiderül, hogy a 16 éves elkövető korábban eltűnt személynek volt nyilvánítva. Az anya biztos volt benne, hogy a fiát elrabolták, ám alkohol problémái miatt senki sem hitt neki. Úgy tűnik, az eltelt évek alatt gyilkossá képezték ki.                                                                                  |     |                                                      |                     |                                                        |                                       |              |
| 195. | 9.  | Kései bosszú (Strange Fruit)                         | Constantine Makris  | Janine Sherman Barrois                                 | 2013. november 20. 2014. június 4.    | 12,40 millió |
| Egy csőtörés során több csontvázra bukkannak a kertváros egyik udvarában. A tulajdonosokat megdöbbenti a dolog, különösen azután, hogy a fiúk fejvesztve elmenekül, amikor a profilozók kérdéseket tesznek fel. Hotchner biztos benne, hogy a háromtagú család egyik tagja végzett a két fiatal nővel. Ezért úgy döntenek, hogy különválasztják őket, és egy sajátos módszerrel leplezik le a gyilkost.                                                                      |     |                                                      |                     |                                                        |                                       |              |
| 196. | 10. | A rejtélyes hívás (The Caller)                       | Rob Bailey          | Sharon Lee Watson                                      | 2013. november 27. 2014. június 11.   | 11,10 millió |
| Eltűnt a tízéves Andrew, miután az anyját hosszú ideje zaklatták telefonon. Az anya biztos benne, hogy az emberrabló bármire képes, akár Andrew-t is bántaná, mivel a fenyegetések egyre durvábbak. A profilozók megtalálják az elkövető korábbi ügyét, és nagyon úgy tűnik, hogy csak néhány órájuk van arra, hogy megtalálják a fiút. |     |                                                      |                     |                                                        |                                       |              |
| 197. | 11. | Végzetes megaláztatás (Bully)                        | Glenn Kershaw       | Virgil Williams                                        | 2013. december 11. 2014. június 18.   | 11,19 millió |
| Egy ötvenéves férfit halálra vertek kocogás közben, s mindezt a kora délutáni órákban. Az áldozatról kiderül, hogy David Morrisson, a neves író, akit a gyilkos női alsóneműbe öltöztetett át. Alexet felhívja az apja, és azt állítja, hogy ismeri az esetet, sőt a mostani már nem az első áldozata a gyilkosnak. A profilozók felkeresik a korábbi áldozatok szüleit, hogy segítséget kérjenek tőlük.                                                                     |     |                                                      |                     |                                                        |                                       |              |
| 198. | 12. | A Fekete Királynő (The Black Queen)                  | Tawnia McKiernan    | Breen Frazier                                          | 2014. január 15. 2014. június 25.     | 10,35 millió |
| Sam Russell, az utcalányokra vadászó sorozatgyilkos annak idején bevallott nyolc gyilkosságot, amiért két hét múlva kivégzik. Egy számítógépes merénylet során azonban úgy tűnik, hogy a férfi talán ártatlan. Az adatbázis feltöréséért egy hackerekből álló szervezet a felelős, melynek egykor Russell is tagja volt. Az illegális szövetség most mindent elkövet, hogy megmentse Russellt a kivégzéstől.                                                                 |     |                                                      |                     |                                                        |                                       |              |
| 199. | 13. | Hazatérés (The Road Home)                            | Joe Mantegna        | Bruce Zimmerman                                        | 2014. január 22. 2014. július 2.      | 10,35 millió |
| Egy férfi lelőtt három clevelandi bandatagot a város széli parkban, miközben idős embereket molesztáltak. Majd alig egy sarokkal arrébb egy járókelővel is végzett a buszmegállóban. A jelek arra utalnak, hogy az elkövetőnek idegösszeomlása van, és az áldozatok száma hamarosan növekedni fog. Áldozatai kivétel nélkül bántalmazók, akiket személyesen büntet meg. |     |                                                      |                     |                                                        |                                       |              |
| 200. | 14. | 200 (200)                                            | Larry Teng          | Rick Dunkle                                            | 2014. február 5. 2014. július 9.      | 12,92 millió |
| J.J. titkos ügyön dolgozik Mateo Crúzzal, az iroda vezetőjével. Három év titkolózás után egy este elrabolják. J.J. férje Hotchnerékhez fordul segítségért, akik megdöbbenve értesülnek a titkos megbízásról. A helyzet valóban komollyá válik, amikor kiderül, hogy az egyetlen összekötő, Cruz is eltűnt ugyanabban az időpontban. Hamarosan szembetalálják magukat a CIA vezetéssel is, akik lemondtak a két ügynökről.                                                    |     |                                                      |                     |                                                        |                                       |              |
| 201. | 15. | Mr. és Mrs. Anderson (Mr. és Mrs. Anderson)          | Félix Alcalá        | Kimberly Ann Harrison                                  | 2014. február 19. 2014. július 16.    | 10,06 millió |
| Újabb fiatal nő holttestére bukkannak egy parkban. A sorozatban ő már a hatodik áldozat, akit megfojtottak, levetkőztettek és zuhanyfüggönybe csavartak. A profilozók számára is szokatlan, hogy az áldozatokat szexuálisan nem bántalmazták annak ellenére, hogy kivétel nélkül mind feltűnően csinos volt. Hamarosan kiderül, hogy az elkövetőnek évekkel korábban már volt tíz ugyanilyen áldozata, és egy hosszabb szünet után most újra akcióba lendült.                |     |                                                      |                     |                                                        |                                       |              |
| 202. | 16. | Gabby (Gabby)                                        | Thomas Gibson       | Jim Clemente és Erica Messer                           | 2014. február 26. 2014. július 23.    | 9,42 millió  |
| Késő este, egy benzinkútnál parkoló autóból nyomtalanul eltűnik egy kislány. A profilozóknak mindössze 24 órájuk van arra, hogy megtalálják a kis Gabbyt. A nyomozást nehezíti, hogy nincs szemtanú, és térfigyelő kamerák sincsenek a környéken. Legfőbb gyanúsítottjuk a különélő apa, aki nemrég vesztette el láthatósági jogát. |     |                                                      |                     |                                                        |                                       |              |
| 203. | 17. | A meggyőzés mestere (Persuasion)                     | Rob Lieberman       | Sharon Lee Watson                                      | 2014. március 5. 2014. július 30.     | 11,42 millió |
| Két női holttestet találnak Las Vegas mellett a sivatagban. A profilozók megdöbbennek, amikor megtudják, hogy mindkét esetben vízbefúlás volt a halál oka. Hamarosan egy nagy létszámú tolvajbandára bukkannak, akik Las Vegas csatornarendszerében rejtőzködnek. A tolvajok főnöke, Cesar meglehetősen sajátos módon frissíti fel csapatát. |     |                                                      |                     |                                                        |                                       |              |
| 204. | 18. | Veszett világ (Rabid)                                | Doug Aarniokoski    | Virgil Williams                                        | 2014. március 12. 2014. augusztus 6.  | 10,74 millió |
| Nem messze Milwaukee-tól találnak három, részlegesen eltemetett hullát. A hullák nem azonos időben kerültek oda, hanem egy-egy hónap eltéréssel, ami egyértelműen arra utal, hogy sorozatgyilkos van az esetek hátterében. A gyilkos minden áldozatát hosszú ideig fogva tartja, és megkínozza őket. A harapásnyomok alapján úgy tűnik, hogy kannibál a tettes. |     |                                                      |                     |                                                        |                                       |              |
| 205. | 19. | Az őrület határán (The Edge of Winter)               | Hanelle Culpepper   | Janine Sherman Barrois                                 | 2014. március 19. 2014. augusztus 13. | 10,14 millió |
| Daria hosszú évek óta él egy elmegyógyintézetben, miután szemtanúja volt több gyilkosságnak. A napokig tartó fogságból sikerült megszöknie a bandától. Évekkel később megismétlődik az eset, ugyanúgy három holttestet találnak egy tanyán, mindegyik áldozatot ugyanabból a faluból rabolták el, és ugyanolyan brutalitással végeztek velük. Morgan mindent elkövet, hogy Daria vissza tudjon emlékezni minden részletre.                                                   |     |                                                      |                     |                                                        |                                       |              |
| 206. | 20. | Vérségi kötelékek (Blood Relations)                  | Matthew Gray Gubler | Breen Frazier                                          | 2014. április 2. 2014. augusztus 20.  | 10,47 millió |
| Szöges dróttal fojtja meg áldozatait az a sorozatgyilkos, aki kifejezetten fegyveres férfiakra vadászik. A profilozók egyelőre nem találnak magyarázatot a valódi módszerre, mert a jelek szerint az elkövetőnek emberfeletti erővel kell rendelkeznie. Hamarosan fény derül két család véres viszályára, amely generációk óta tart. Hotchner és csapata biztosak benne, hogy valaki megpróbálja a két családot újra egymásnak ugrasztani, akik végül lemészárolják egymást. |     |                                                      |                     |                                                        |                                       |              |
| 207. | 21. | Béta, szigma, delta (What Happens In Mecklinburg...) | Rob Hardy           | Ticona S. Joy                                          | 2014. április 9. 2014. augusztus 27.  | 9,85 millió  |
| Három embert raboltak el rövid időn belül ugyanolyan körülmények között. Az emberrabló parkolókban vadászik, disznó maszkot visel és sokkolóval bénítja meg áldozatait. A profilozók arra gyanakszanak, hogy az elrabolt személyek még életben lehetnek, és a tettesnek hosszabb távú tervei vannak. Hamarosan egy nagyszabású bosszúhadjárat közepén találják magukat. |     |                                                      |                     |                                                        |                                       |              |
| 208. | 22. | A sors istennői (Fatal)                              | Larry Teng          | Bruce Zimmerman                                        | 2014. április 30. 2014. szeptember 3. | 10,30 millió |
| Egy összezavarodott férfi rohan be a rendőrségre. Meggyőződve állítja, hogy meg akarják ölni, és már csak egy nap van hátra az életéből. Az összegyűrődött papírfecni láttán, mely a férfi állítását igazolja, az ügyeletes hazaküldi, mivel úgy ítéli, hogy a férfi ittas. A kétségbeesett férfi ezért megtámadja az őrsöt. |     |                                                      |                     |                                                        |                                       |              |
| 209. | 23. | Angyalok... (Angels)                                 | Rob Bailey          | Rick Dunkle és Breen Frazier és Janine Sherman Barrois | 2014. május 7. 2014. szeptember 10.   | 10,52 millió |
| Matt Cruz újra csatlakozik a csapathoz, ami aggodalommal tölti el Jero ügynököt. Egy texasi ranger kér segítséget a profilozóktól, miután holtan kerül elő egy prostituált, megkínozva, összevagdalt háttal. A módszer révén kiderül, hogy a lány már a harmadik áldozata az elkövetőnek, aki mindig változtat egy kicsit a módszerén, hogy ne keltsen feltűnést, és az eseteket ne lehessen egymáshoz kötni.                                                                |     |                                                      |                     |                                                        |                                       |              |
| 210. | 24. | ...és démonok (Demons)                               | Glenn Kershaw       | Erica Messer                                           | 2014. május 14. 2014. szeptember 17.  | 12,03 millió |
| Miután a csapatot tőrbe csalják, a tűzharcban Spencer Reed súlyosan megsérül és Morgan is találatot kap. Alex magát hibáztatja Reed állapotáért, aki a testével védelmezte őt. Hotchner biztos benne, hogy a lövöldözésben a valódi tettes is részt vett, sőt ő provokálta ki a lövöldözést, melyben a gyanúsított tiszteletes az életét vesztette. J.J. hamarosan rájön, hogy ki a valódi gyilkos.                                                                          |     |                                                      |                     |                                                        |                                       |              |

## 10. évad (2014-2015)
| Sor. | Év. | Cím                                                 | Rendező             | Író                                    | Premier                              | Nézettség    |
| --- | --- | --------------------------------------------------- | ------------------- | -------------------------------------- | ------------------------------------ | ------------ |
| 211. | 1.  | Tíz (X)                                             | Glenn Kershaw       | Erica Messer                           | 2014. október 1. 2015. április 1.    | 11,74 millió |
| Rövid időn belül három holttestre bukkan a Los Angeles-i rendőrség. Az áldozatokat hasonló módszerrel csonkították meg. A viselkedéselemzőkre hárul a feladat, hogy az ámokfutó gyilkost kézre kerítsék. |     |                                                     |                     |                                        |                                      |              |
| 212. | 2.  | A pokol tüze (Burn)                                 | Karen Gaviola       | Janine Sherman Barrois                 | 2014. október 8. 2015. április 8.    | 10,57 millió |
| A viselkedéselemzők ezúttal Seattle-ben nyomoznak egy sorozatgyilkos után. A gyilkos áldozatai mind olyan férfiak, akiknek hasonló korú gyermekük van. A viselkedéselemzők hamarosan beazonosítják az első számú gyanúsítottat, egy zavarodott elméjű gimnáziumi magyartanárt, akit gyermekkorában apja súlyosan bántalmazott. |     |                                                     |                     |                                        |                                      |              |
| 213. | 3.  | Ezer nap fénye (A Thousand Suns)                    | Rob Bailey          | Sharon Lee Watson                      | 2014. október 15. 2015. április 8.   | 10,89 millió |
| Egy Pittsburgh-ből Phoenixbe tartó utasszállító gépnek megszakad minden kapcsolata a földi irányítással, majd lezuhan. A tragédiában 151 ember veszíti életét. A csapat első lépésben igyekszik megállapítani, hogy baleset történt-e vagy terrorcselekmény. Kate-et, a csapat új tagját különösen megrázza az eset, mivel nővére és sógora a szeptember 11-i terrorakció során haltak meg. Kate azóta férjével neveli árván maradt unokahúgát. |     |                                                     |                     |                                        |                                      |              |
| 214. | 4.  | Viszketés (The Itch)                                | Larry Teng          | Breen Frazier                          | 2014. október 22. 2015. április 15.  | 9,92 millió  |
| Egy újságíró tébolyodott állapotban felgyalogol az atlantai autópályára, és a száguldó autók között leli halálát. Mivel az újságíró korábban semmi jelét nem adta, hogy elméje zavarodott lenne, az atlantai rendőrség gyanút fog, és a viselkedéselemzők segítségét kérik. Hamarosan kiderül, hogy az újságíró egy oltásokkal kapcsolatos cikken dolgozott, és halála előtt három nappal nyoma veszett.                                        |     |                                                     |                     |                                        |                                      |              |
| 215. | 5.  | Ládába zárva (Boxed In)                             | Thomas Gibson       | Virgil Williams                        | 2014. október 29. 2015. április 15.  | 10,48 millió |
| Halloween este összevert, alultáplált kisfiúra bukkan a San Diegó-i rendőrség. A gyermek pontosan egy évvel ezelőtt szintén Halloween estéjén tűnt el. A maskarába bújt elkövető még aznap este elrabol egy újabb gyermeket. A viselkedéselemzők azonnal San Diegóba utaznak, hogy megmentsék a kisfiút. |     |                                                     |                     |                                        |                                      |              |
| 216. | 6.  | Akire illik a cipő (If the Shoe Fits)               | Bethany Rooney      | Bruce Zimmerman                        | 2014. november 5. 2015. április 22.  | 9,78 millió  |
| A montanai egyetem közelében két fiatal egyetemista fiú holttesteste hever. Mindkét áldozat nyakán különös sebhely éktelenkedik, amely valamilyen szúró eszköztől vagy - JJ feltételezése szerint - akár éles cipősaroktól is származhat. |     |                                                     |                     |                                        |                                      |              |
| 217. | 7.  | Hashtag (Hashtag)                                   | Constantine Makris  | Rick Dunkle                            | 2014. november 12. 2015. április 22. | 10,35 millió |
| Egy hírnévre áhítozó sorozatgyilkos népszerű fiatalokat gyilkol meg, majd az áldozatok holttestének fotóját közzé teszi online közösségi médiaoldalakon. A csapat Marylandbe utazik, hogy elejét vegye egy újabb gyilkosságnak. |     |                                                     |                     |                                        |                                      |              |
| 218. | 8.  | Fiúk a Sudworth házból (The Boys of Sudworth Place) | Laura Belsey        | Kimberly Ann Harrison                  | 2014. november 19. 2015. április 29. | 10,68 millió |
| A viselkedéselemzők ezúttal Bostonban nyomoznak, ahol elraboltak egy védőügyvédet. A nyomozás során különös részletek derülnek ki a védőügyvéd múltjáról. |     |                                                     |                     |                                        |                                      |              |
| 219. | 9.  | A végzet (Fate)                                     | Rob Bailey          | Janine Sherman Barrois                 | 2014. november 26. 2015. május 6.    | 11,00 millió |
| A csapat Virginiában egy sorozatgyilkos után nyomoz. Az elkövető áldozatait tiszta ruhába öltözteti, és úgy hagyja a tett helyszínén. Kate megérzése szerint a gyanúsított nő lehet, hiszen ilyesmi csakis egy nőnek juthat az eszébe. |     |                                                     |                     |                                        |                                      |              |
| 220. | 10. | Amelia Porter (Amelia Porter)                       | Alrick Riley        | Sharon Lee Watson                      | 2014. december 10. 2015. május 13.   | 10,12 millió |
| Ben Farland tizenhét évesen került börtönbe lánytestvére meggyilkolásáért. Amikor 12 évvel később Ben kiszabadul, hazatér otthonába, hidegvérrel leszúrja nagyapját, majd túszul ejti fiatal unokahúgát és unokaöccsét. A viselkedéselemzők versenyt futnak az idővel, hogy a gyerekeket megmentsék. |     |                                                     |                     |                                        |                                      |              |
| 221. | 11. | Az örökkévalók (The Forever People)                 |                     | Breen Frazier                          | 2015. január 14. 2015. május 20.     | 10,31 millió |
| A csapat Nevadába utazik, ahol három fagyott holttestet találtak a folyóban. Mivel mind a három áldozat ugyanahhoz a vallási szektához tartozott, a viselkedéselemzők a szekta környékén kezdenek először vizsgálódni. |     |                                                     |                     |                                        |                                      |              |
| 222. | 12. | A lista (Anonymous)                                 | Tawnia McKiernan    | Danny Ramm és Bruce Zimmerman          | 2015. január 21. 2015. május 27.     | 10,27 millió |
| A csapat Talahassee-ben nyomoz egy sorozatgyilkos után, aki macska-egér játékot űz a hatóságokkal. A férfi minden egyes akciója előtt felhívja a rendőrséget, és bejelenti következő bűntényét. |     |                                                     |                     |                                        |                                      |              |
| 223. | 13. | A madárleső (Nelson's Sparrow)                      | Joe Mantegna        | Kirsten Vangsness és Erica Messer      | 2015. január 28. 2015. június 3.     | 10,70 millió |
| A viselkedéselemzők egy sorozatgyilkos után nyomoznak. Az elkövető feltehetően ugyanaz a gyanúsított, akit évekkel ezelőtt Rossi és Gideon is üldözött - ám sikertelenül. A csapat újraindítja a lezárt ügyet. |     |                                                     |                     |                                        |                                      |              |
| 224. | 14. | A hős (Hero Worship)                                | Glenn Kershaw       | Rick Dunkle                            | 2015. február 4. 2015. június 10.    | 10,48 millió |
| A viselkedéselemzők Indianapolisban nyomoznak, ahol egy népszerű kávéházban bomba robbant. A robbantásban egy férfi lélekjelenlétének köszönhetően többen is megmenekültek. A viselkedéselemzők védelem alá helyezik a „hőst” és családját. Mivel igen valószínű, hogy az elkövetőek újabb robbantást is terveznek, a csapatversenyt fut az idővel, hogy a tettest, vagy tetteseket elkapják, mielőtt újabb tragédia következne be.             |     |                                                     |                     |                                        |                                      |              |
| 225. | 15. | Sikoly (Scream)                                     | Larry Teng          | Kimberly Ann Harrison                  | 2015. február 11. 2015. június 17.   | 9,89 millió  |
| A viselkedéselemzők sorozatgyilkos után nyomoznak. Gyanújuk szerint a tettest vélhetően gyermekkorában bántalmazták, és emiatt komoly lelki sérülésben szenvedhet. Eközben Kate unokahúgáért aggódik. A lány az interneten ismerkedett meg a fiúval, akivel épp randevúra készül. |     |                                                     |                     |                                        |                                      |              |
| 226. | 16. | A zárlat (Lockdown)                                 | Hanelle Culpepper   | Virgil Williams                        | 2015. március 4. 2015. június 24.    | 10,37 millió |
| Egy texasi börtönben meggyilkolnak két őrt. A viselkedéselemzőket a helyszínre hívják, hogy kinyomozzák az eset körülményeit. |     |                                                     |                     |                                        |                                      |              |
| 227. | 17. | Veszélyes játékok (Breath Play)                     | Thomas Gibson       | Erik Stiller                           | 2015. március 11. 2015. július 1.    | 10,32 millió |
| A viselkedéselemzők ezúttal Wisconsinban nyomoznak egy sorozatgyilkos után. Első lépésben az áldozatok közötti kapcsolatra igyekeznek fényt deríteni. |     |                                                     |                     |                                        |                                      |              |
| 228. | 18. | Rock Creek Park (Rock Creek Park)                   | Hanelle Culpepper   | Sharon Lee Watson                      | 2015. március 25. 2015. július 8.    | 10,08 millió |
| Egy sikeres szenátor felesége eltűnik. A viselkedéselemzők a szenátor politikai ellenfeleinek mesterkedését gyanítják az ügy hátterében. |     |                                                     |                     |                                        |                                      |              |
| 229. | 19. | Minden határon túl (Beyond Borders)                 | Félix Alcalá        | Erica Messer                           | 2015. április 8. 2015. július 15.    | 10,39 millió |
| Elrabolnak egy Barbadoson nyaraló négytagú családot. Az ügyben az FBI nemzetközi egysége a viselkedéselemzők segítségét kéri. A barbadosi emberrablás kísértetiesen hasonlít egy korábban Floridában történt esethez, amelyben szintén Hotch és csapata nyomozott... |     |                                                     |                     |                                        |                                      |              |
| 230. | 20. | Teljes a létszám (A Place at the Table)             | Glenn Kershaw       | Bruce Zimmerman                        | 2015. április 15. 2015. július 22.   | 10,37 millió |
| Marylandi otthonukban vacsora közben lemészárolnak egy családot. Amikor a viselkedéselemzők kihallgatják a rokonokat, különös titkokra derül fény... Eközben Hotchnak személyes problémákkal is meg kell küzdenie: apósánál Roy-nál Alzheimer kórt diagnosztizáltak az orvosok, ezért a nyomozónak mielőbb ki kell békülnie vele. |     |                                                     |                     |                                        |                                      |              |
| 231. | 21. | Az árnyékszörny (Mr. Scratch)                       | Laura Belsey        | Breen Frazier                          | 2015. április 22. 2015. július 29.   | 10,06 millió |
| Három gyilkossági ügybe keveredett férfi ugyanazt a hihetetlen történetet mesélik el: a gyilkosság pillanatában egy hosszú karmú árny-szörnyeteg támadt rájuk. A viselkedéselemzők arra gyanakszanak, hogy az elkövető különleges képességekkel bíró személy lehet, aki mások elméjét irányítja. |     |                                                     |                     |                                        |                                      |              |
| 232. | 22. | A bűnös negyed (Protection)                         | Matthew Gray Gubler | Virgil Williams                        | 2015. április 29. 2015. augusztus 5. | 8,72 millió  |
| A csapat egy Los Angeles környékén garázdálkodó gyilkos után nyomoz. A viselkedéselemzők szerint az elkövető egy polgárőr lehet. |     |                                                     |                     |                                        |                                      |              |
| 233. | 23. | A vadászat (The Hunt)                               | Glenn Kershaw       | Jim Clemente és Janine Sherman Barrois | 2015. május 6. 2015. augusztus 12.   | 9,61 millió  |
| Elrabolják Kate unokahúgát, Meget és annak legjobb barátnőjét. A viselkedéselemzők szerint a lányok fogvatartója szexkereskedelemmel foglalkozik, és az interneten keresztül szedi áldozatait. |     |                                                     |                     |                                        |                                      |              |

## 11. évad (2015-2016)
| Sor. | Év. | Cím                                               | Rendező             | Író                               | Premier                               | Nézettség    |
| --- | --- | ------------------------------------------------- | ------------------- | --------------------------------- | ------------------------------------- | ------------ |
| 234. | 1.  | A meló (The Job)                                  | Glenn Kershaw       | Breen Frazier                     | 2015. szeptember 30. 2016. április 4. | 10,08 millió |
| Seattle-ben és Albanyban két embert ugyanolyan módszerrel gyilkolnak meg. A csapat egy új kriminálpszcihológussal, Tara Lewisszal dolgozik együtt az eseten. |     |                                                   |                     |                                   |                                       |              |
| 235. | 2.  | A tanú (The Witness)                              | John Terlesky       | Sharon Lee Watson                 | 2015. október 7. 2016. április 11.    | 9,08 millió  |
| Az izgalmas sorozat az FBI egyik elit egységének nem mindennapi hétköznapjait mutatja be. A különleges egység Amerika legelvetemültebb bűnözőinek gondolkodását elemzi, és tagjai így próbálnak meg a következő bűncselekmények elébe vágni. |     |                                                   |                     |                                   |                                       |              |
| 236. | 3.  | Míg a halál el nem választ (Til Death Do Us Part) | Joe Mantegna        | Karen Maser                       | 2015. október 14. 2016. április 18.   | 9,08 millió  |
| Egy sorozatgyilkos Savannah-ban menyasszonyokat öl meg a menyegzőjük éjszakáján. A viselkedéselemzők szerint egy faképnél hagyott férfi lehet az elkövető, aki így akar boszút állni a sérelmeiért. |     |                                                   |                     |                                   |                                       |              |
| 237. | 4.  | Törvényen kívül (Outlaw)                          | Larry Teng          | Virgil Williams                   | 2015. október 21. 2016. április 25.   | 8,47 millió  |
| Meggyilkolják egy vendéglő fiatal dolgozóit, majd felgyújtják a helyiséget. Az eset kísértetiesen hasonlít egy hat évvel ezelőtt elkövetett bűntényre, melyet annak idején a rendőrségnek nem sikerült felgöngyölítenie. A viselkedéselemzők megnyitják a korábbi ügyet. |     |                                                   |                     |                                   |                                       |              |
| 238. | 5.  | Éjjeli őrjárat (The Night Watch)                  | Thomas Gibson       | Bruce Zimmerman                   | 2015. október 28. 2016. május 2.      | 7,64 millió  |
| A viselkedéselemzők egy detroiti gyilkos után nyomoznak. Az elkövető hátborzongató graffiti alkotásokban örökíti meg az áldozatai testét. Mindeközben dr. Lewis nehezen képes összeegyeztetni romantikus kapcsolatát és a munkáját. |     |                                                   |                     |                                   |                                       |              |
| 239. | 6.  | Páriafalva (Pariahville)                          | Félix Alcalá        | Erik Stiller                      | 2015. november 4. 2016. május 9.      | 7,79 millió  |
| Egy floridai kisvárosban meggyilkolnak egy nőt. A viselkedéselemzőknek nincs könnyű dolguk, mert kiderül, hogy a városban kizárólag szexuális zaklatással vádolt személyek élnek. Eközben dr. Lewis állásajánlatot kap. |     |                                                   |                     |                                   |                                       |              |
| 240. | 7.  | Bőség (Target Rich)                               | Glenn Kershaw       | Jim Clemente                      | 2015. november 11. 2016. május 16.    | 8,51 millió  |
| A csapat Rossi újságíró lányának, Joynak segít felkutatni egy eltűnt egyetemista lányt. JJ szülési szabadságát követően visszatér a csapathoz. |     |                                                   |                     |                                   |                                       |              |
| 241. | 8.  | Ébren (Awake)                                     | Christoph Schrewe   | Kimberly Ann Harrison             | 2015. november 18. 2016. május 23.    | 8,14 millió  |
| A csapat egy emberrabló után nyomoz Phoenixben. Az elkövető azzal kínozza áldozatit, hogy nem engedi őket aludni. |     |                                                   |                     |                                   |                                       |              |
| 242. | 9.  | Belső ügyek (Internal Affairs)                    | Diana C. Valentine  | Sharon Lee Watson                 | 2015. december 2. 2016. május 30.     | 8,75 millió  |
| A kábítószeres ügyosztály két fedett ügynökét meggyilkolják, egy harmadik pedig eltűnik. A nemzetbiztonságiak Rossi csapatának segítségét kérik a nyomozásban. |     |                                                   |                     |                                   |                                       |              |
| 243. | 10. | Befejezett jövő (Future Perfect)                  | Laura Belsey        | Bruce Zimmerman                   | 2015. december 9. 2016. június 6.     | 9,27 millió  |
| A viselkedéskutató részleg egy olyan elkövetőt üldöz, akit lenyűgöznek a felkavaró orvosi kísérletek. |     |                                                   |                     |                                   |                                       |              |
| 244. | 11. | Entrópia (Entropy)                                | Heather Cappiello   | Breen Frazier                     | 2016. január 13. 2016. június 13.     | 9,33 millió  |
| Miközben Reid épp azt magyarázza el az egyik bérgyilkosnak, hogy miként jutottak a nyomára, a viselkedéskutató részleg azon dolgozik, hogy kimentse őt a bérgyilkos célkeresztjéből. |     |                                                   |                     |                                   |                                       |              |
| 245. | 12. | Hajtóerő (Drive)                                  | Tawnia McKiernan    | Karen Maser                       | 2016. január 20. 2016. június 20.     | 9,25 millió  |
| A csoport megpróbál a nyomára bukkanni egy tébolyodott embernek, aki taxisofőrnek adja ki magát Bostonban. A férfi lefejezi az áldozatait, és nagy forgalmú közterületeken hagyja a testrészeket. |     |                                                   |                     |                                   |                                       |              |
| 246. | 13. | Kötelék (The Bond)                                | Hanelle Culpepper   | Kimberly Ann Harrison             | 2016. január 27. 2016. június 27.     | 9,22 millió  |
| Az atlantai nyomozóiroda a viselkedéskutató részleg segítségét kéri abban az ügyben, amelyben az áldozatokat kamionos pihenők mosdójában találták meg, miután több késszúrással megölték őket. |     |                                                   |                     |                                   |                                       |              |
| 247. | 14. | A túsz (Hostage)                                  | Bethany Rooney      | Virgil Williams                   | 2016. február 10. 2016. július 4.     | 8,97 millió  |
| A viselkedéskutató részleg St. Louisba utazik, miután egy 18 éves nő megszökött egy házból, ahol őt és két másik nőt már egy évtizede fogságban tartottak. |     |                                                   |                     |                                   |                                       |              |
| 248. | 15. | Jelvény és fegyver (A Badge and a Gun)            | Rob Bailey          | Jim Clemente                      | 2016. február 24. 2016. július 11.    | 8,64 millió  |
| A viselkedéskutató részleg a kaliforniai Los Angelesbe tart, ahol két nőt egymástól függetlenül gyilkoltak meg két egymás utáni napon a saját házukban. Egyik esetben sem találtak erőszakos behatolásra utaló nyomokat, mindketten egyedülállók voltak, és mindegyikük fulladásos halált halt, miután egy takaróhoz vagy szőnyeghez hasonló hétköznapi háztartási eszközbe csavarták őket. Amikorra a csapat megérkezik a los angelesi FBI irodába, ahonnan a nyomozást irányítják, egy harmadik, ugyanilyen körülmények között meggyilkolt személy holtteste is előkerül. |     |                                                   |                     |                                   |                                       |              |
| 249. | 16. | Derek (Derek)                                     | Thomas Gibson       | Breen Frazier                     | 2016. március 2. 2016. július 18.     | 9,32 millió  |
| A viselkedéskutató részleg az idővel fut versenyt, hogy megtalálja az elrabolt Morgant. |     |                                                   |                     |                                   |                                       |              |
| 250. | 17. | A homokember (The Sandman)                        | Joe Mantegna        | Bruce Zimmerman                   | 2016. március 16. 2016. július 25.    | 9,80 millió  |
| A csapat egy ismeretlen elkövetőt üldöz, aki gyerekeket rabol el, miután alvás közben elvakítja a szüleiket. Morgan, a leendő édesapa zaklatottságában megpróbálja kideríteni, hogy ki támadta meg. |     |                                                   |                     |                                   |                                       |              |
| 251. | 18. | Gyönyörű sorscsapás (A Beautiful Disaster)        | Matthew Gray Gubler | Kirsten Vangsness és Erica Messer | 2016. március 23. 2016. augusztus 1.  | 10,94 millió |
| Amikor a csapat egy ismeretlen bűnöző célpontjává válik, Rossi és a többi igyekeznek megtalálni azt a személyt, aki az őket ért támadásokért felel. |     |                                                   |                     |                                   |                                       |              |
| 252. | 19. | Tiszteletadás (Tribute)                           | Tawnia McKiernan    | Virgil Williams                   | 2016. március 30. 2016. augusztus 8.  | 9,17 millió  |
| A korábbi viselkedéskutató és jelenleg az Interpol nyomozója, Emily Prentiss egészen az Egyesült Államokig követi egy nemzetközi sorozatgyilkos nyomát, ahol igénybe veszi a csapat segítségét is a bűnöző felkutatásához. Mindeközben a csapat Morgan búcsújával van elfoglalva. |     |                                                   |                     |                                   |                                       |              |
| 253. | 20. | Lelki szépség (Inner Beauty)                      | Alec Smight         | Haben Merker                      | 2016. április 13. 2016. augusztus 8.  | 8,81 millió  |
| A csapat a kaliforniai Sacramentoba utazik, ahol egy ismeretlen elkövető helyi tavakban rejti el a függőségükből épp kilábaló áldozatait, miután megcsonkította azok arcát. Még Rossi is csatlakozik hozzájuk, bár ezzel döntenie kell, hogy munkával vagy az unokájával tölti-e az idejét. |     |                                                   |                     |                                   |                                       |              |
| 254. | 21. | Az ördög gerince (Devil's Backbone)               | Félix Alcalá        | Sharon Lee Watson                 | 2016. április 20. 2016. augusztus 15. | 9,14 millió  |
| A hatóságok eleinte úgy vélik, hogy nincs kapcsolat a két évvel ezelőtti két virginiai eset között, ahol két fiú, Adam Morrissey és Jimmy Bennett eltűnését jelentették. A helyzet akkor változik meg, amikor lefoglalják a fiúk véres ruháját – amelyben utoljára látták őket – egy, a Virginia államban található Troy városa által fenntartott Fletcham Büntető Intézetbe küldött csomagban. |     |                                                   |                     |                                   |                                       |              |
| 255. | 22. | A vihar (The Storm)                               | Glenn Kershaw       | Erica Messer és Breen Frazier     | 2016. május 4. 2016. augusztus 15.    | 8,84 millió  |
| A csapat azon igyekszik, hogy tisztázza Hotch nevét, miután az Igazságügyi Minisztérium összeesküvés vádjával letartóztatta őt. |     |                                                   |                     |                                   |                                       |              |

## 12. évad (2016-2017)
| Sor. | Év. | Cím                                             | Rendező             | Író                               | Premier                               | Nézettség   |
| --- | --- | ----------------------------------------------- | ------------------- | --------------------------------- | ------------------------------------- | ----------- |
| 256. | 1.  | A bíborkirály (The Crimson King)                | Glenn Kershaw       | Breen Frazier                     | 2016. szeptember 28. 2017. április 4. | 8,92 millió |
| Luke Alvez ügynök, az FBI speciális szökevény-felkutató egységéből érkező új kolléga csatlakozik a csapathoz, és együtt próbálják meg elkapni azt a gyilkost, aki 13 társával együtt megszökött a börtönből. |     |                                                 |                     |                                   |                                       |             |
| 257. | 2.  | Beteg nap (Sick Day)                            | Larry Teng          | Virgil Williams                   | 2016. október 5. 2017. április 15.    | 7,62 millió |
| JJ-t nagyon megrázza egy gyerekrablási ügy, amely fájdalmas emlékeket hoz elő belőle. Magába roskad, és beszámol a férjének az ügyben érintett két eltűnt gyerekről. |     |                                                 |                     |                                   |                                       |             |
| 258. | 3.  | Tabu (Taboo)                                    | Alec Smight         | Karen Maser                       | 2016. október 12. 2017. április 11.   | 8,40 millió |
| Prentiss ismét csatlakozik a csapathoz, és segít nekik megoldani egy olyan gyilkossági ügyet, amelyben két egyedülálló anyát találnak hordókba betonozva. |     |                                                 |                     |                                   |                                       |             |
| 259. | 4.  | Őrző (Keeper)                                   | Sharat Raju         | Bruce Zimmerman                   | 2016. október 26. 2017. április 18.   | 7,66 millió |
| A csapat Virginiába utazik az Appalache-hegységhez egy helyi sorozatgyilkos nyomában. Eközben Reid saját édesanyja egészségi állapotát is érintő dilemmával küzd. |     |                                                 |                     |                                   |                                       |             |
| 260. | 5.  | A terrorellenes csoport (The Anti-Terror Squad) | Tawnia McKiernan    | Stephanie SenGupta                | 2016. november 9. 2017. április 25.   | 7,37 millió |
| Az FBI Viselkedéskutató Egysége két olyan esetet vizsgál, ahol a családok minden tagját meggyilkolták, a legidősebb gyermeket kivéve. |     |                                                 |                     |                                   |                                       |             |
| 261. | 6.  | Elliott tava (Elliott's Pond)                   | Matthew Gray Gubler | Erica Messer                      | 2016. november 16. 2017. május 2.     | 7,62 millió |
| Amikor három gyerek eltűnik biciklizés közben ugyanazon a helyen, ahol 30 éve is ugyanilyen, megoldatlan bűnügy történt, a viselkedéskutató egység megpróbálja felgöngyölíteni az esetet. |     |                                                 |                     |                                   |                                       |             |
| 262. | 7.  | Tükörkép (Mirror Image)                         | Joe Mantegna        | Breen Frazier                     | 2016. november 30. 2017. május 9.     | 7,44 millió |
| A viselkedéskutató egység nyomozni kezd, amikor egy olyan férfi érkezik a városba, aki azt képzeli, hogy ő Dr. Tara Lewis bátyja. |     |                                                 |                     |                                   |                                       |             |
| 263. | 8.  | Madáríjesztő (Scarecrow)                        | Christoph Schrewe   | Karen Maser                       | 2016. december 7. 2017. május 16.     | 7,77 millió |
| Az egység a Washington állambeli Yakimaba megy, amikor egy tucatnyi embermaradványra bukkannak egy patakmederben. |     |                                                 |                     |                                   |                                       |             |
| 264. | 9.  | Profilalkotás (Profiling 202)                   | Rob Bailey          | Virgil Williams                   | 2017. január 4. 2017. május 23.       | 7,27 millió |
| Rossi épp egy profilozói tanfolyamot tart születésnapján, amikor telefonhívást kap ősellenségétől, Tommy Yatestől, aki felfedi legújabb áldozatának a hollétét. |     |                                                 |                     |                                   |                                       |             |
| 265. | 10. | Felkutatás és elpusztítás (Seek and Destroy)    | Diana C. Valentine  | Erik Stiller                      | 2017. január 11. 2017. május 30.      | 7,54 millió |
| A csapat egy halálos áldozatokkal is járó betörés-sorozat ügyében nyomoz. |     |                                                 |                     |                                   |                                       |             |
| 266. | 11. | Felületi feszültség (Surface Tension)           | Oz Scott            | Bruce Zimmerman                   | 2017. február 1. 2017. június 6.      | 7,45 millió |
| Amikor egy halott hajléktalan férfi hónalja alatt megtalált bizarr hieroglifa megegyezik azzal a szimbólummal, amit néhány évvel ezelőtt egy gyilkosságnál találtak, a Viselkedéskutató Egységet kérik fel a nyomozásra. Reid úgy dönt, hogy idő előtt kiveszi édesanyját egy klinikai kísérletből, és hazaviszi. |     |                                                 |                     |                                   |                                       |             |
| 267. | 12. | A jó férj (A Good Husband)                      | Laura Belsey        | Jim Clemente                      | 2017. február 8. 2017. június 13.     | 6,70 millió |
| A Viselkedéskutató Egységet kérik fel a nyomozásra, amikor olyan áldozatokra bukkannak, akik esetében esély sincs az azonosításra. |     |                                                 |                     |                                   |                                       |             |
| 268. | 13. | Spencer (Spencer)                               | Glenn Kershaw       | Kirsten Vangsness és Erica Messer | 2017. február 15. 2017. június 20.    | 7,34 millió |
| Anikor egy BAU-tag bajba kerül Mexikóban, a csapat segítséget kér a Viselkedéskutató Egységtől. |     |                                                 |                     |                                   |                                       |             |
| 269. | 14. | Ütközési folyamat (Collision Course)            | Alec Smight         | Stephanie SenGupta                | 2017. február 22. 2017. június 27.    | 7,33 millió |
| A Viselkedéskutató Egység megpróbálja feltárni több, gyalogosokat is érintő halálos autóbaleset okát. Reid rossz híreket kap. |     |                                                 |                     |                                   |                                       |             |
| 270. | 15. | Alfahím (Alpha Male)                            | Rob Bailey          | Karen Maser                       | 2017. március 1. 2017. július 4       | 6,54 millió |
| A Viselkedéskutató Egység nyomozni kezd, amikor néhány fiatal férfi és nő savas támadás áldozatává válik. Eközben Dr. Reid próbálja megszokni új környezetét. |     |                                                 |                     |                                   |                                       |             |
| 271. | 16. | A segítség hiábavaló (Assistance Is Futile)     | Leon Ichaso         | Virgil Williams                   | 2017. március 15. 2017. július 11     | 7,50 millió |
| Egy anya értékes információval áll elő, amivel a Viselkedéskutató Egység számára próbál segítséget nyújtani a csonttörőnek nevezett ismeretlen elkövetővel szembeni nyomozásukhoz. Reidnek új szabályokhoz kell alkalmazkodnia a börtönben.                                                                       |     |                                                 |                     |                                   |                                       |             |
| 272. | 17. | Sötétben (In The Dark)                          | Diana C. Valentine  | Dania Bennett                     | 2017. március 22. 2017. július 18     | 7,46 millió |
| A Viselkedéskutató Egység úgy gondolja, hogy egyszerre két ismeretlen elkövető is szóba jöhet, amikor ugyanazon városban két teljesen eltérő módon meggyilkolt áldozatot találnak. A csapatnak azzal is meg kell küzdenie, hogy garantálják Reid biztonságát a börtönben.                                         |     |                                                 |                     |                                   |                                       |             |
| 273. | 18. | A pokol konyhája (Hell's Kitchen)               | Simon Mirren        | Erica Messer                      | 2017. március 29. 2017. július 25.    | 6,88 millió |
| A Viselkedéskutató Egység egy városi vámpír után nyomoz New Yorkban, aki éjszaka rabolja el az áldozatait, és a csatornarendszerben tartja őket fogva. Reid egy olyan lehetetlen döntést hoz a börtönben, amely súlyosan érinti önmagát és a rabtársait is.                                                       |     |                                                 |                     |                                   |                                       |             |
| 274. | 19. | Az igazi észak (True North)                     | Joe Mantegna        | Bruce Zimmerman                   | 2017. április 5. 2017. augusztus 1.   | 7,04 millió |
| A Viselkedéskutató Egységet hívják, amikor három áldozatot találnak cölöpökhöz kötözve az arizonai sivatagban. |     |                                                 |                     |                                   |                                       |             |
| 275. | 20. | Felejthetetlen (Unforgettable)                  | Carlos Bernard      | Stephanie Sengupta                | 2017. április 26. 2017. augusztus 8.  | 6,91 millió |
| Amikor több szövetségi kormányzati dolgozó – köztük Walker egyik közeli barátja – is szívroham tüneteit mutatja, a Viselkedéskutató Egység nyomozásba kezd. Reid aggódva várja a tárgyalása napját. |     |                                                 |                     |                                   |                                       |             |
| 276. | 21. | Zöld lámpa (Green Light)                        | Alec Smight         | Erik Stiller                      | 2017. május 3. 2017. augusztus 15.    | 7,37 millió |
| Amikor Reidben felmerül a gyanú, hogy édesanyját elrabolták, megkéri a Viselkedéskutató Egységet, hogy vizsgálják ki, miért nem engedték ki a börtönből. |     |                                                 |                     |                                   |                                       |             |
| 277. | 22. | Piros lámpa (Red Light)                         | Glenn Kershaw       | Breen Frazier                     | 2017. május 10. 2017. augusztus 22.   | 8,12 millió |
| Derek Morgan vezeti a Viselkedéskutató Egységet egy olyan ügyben, amelyben a sorozatgyilkos és szökött gyanúsított Mr. Scratch után nyomoznak. |     |                                                 |                     |                                   |                                       |             |

## 13. évad (2017-2018)
| Sor. | Év. | Cím                                         | Rendező             | Író                               | Premier                              | Nézettség   |
| --- | --- | ------------------------------------------- | ------------------- | --------------------------------- | ------------------------------------ | ----------- |
| 278. | 1.  | Felszállás (Wheels Up)                      | Glenn Kershaw       | Breen Frazier                     | 2017. szeptember 27. 2018. május 20. | 7,00 millió |
| Matt Simmons ügynök is csatlakozik a Viselkedéskutató egységhez, mivel minél gyorsabban meg kell találniuk Mr. Scratch-et, és meg kell menteniük egyik kollégájukat.                                                                                           |     |                                             |                     |                                   |                                      |             |
| 279. | 2.  | Egy jobb helyre (To A Better Place)         | Diana Valentine     | Bruce Zimmerman                   | 2017. október 4. 2018. május 20.     | 6,17 millió |
| A Viselkedéskutató egység három hasonló bűncselekmény ügyében nyomoz, ahol az áldozatok maradványai régi bőröndökből kerülnek elő. |     |                                             |                     |                                   |                                      |             |
| 280. | 3.  | Kék angyal (Blue Angel)                     | Alec Smight         | Stephanie SenGupta                | 2017. október 11. 2018. május 27.    | 5,87 millió |
| Amikor sikeres detroiti üzletembereket vesz célba egy dühös, erőszakos elkövető, a Viselkedéskutatókat hívják a nyomozáshoz. |     |                                             |                     |                                   |                                      |             |
| 281. | 4.  | Gyilkos app (Killer App)                    | Sharat Raju         | Christopher Barbour               | 2017. október 18. 2018. május 27.    | 5,94 millió |
| A Viselkedéskutató egység egy Szilícium-völgyben készült modern drón által elkövetett munkahelyi lövöldözés ügyében nyomoz. |     |                                             |                     |                                   |                                      |             |
| 282. | 5.  | Lucky lecsap (Lucky Strikes)                | Aisha Tyler         | Karen Maser                       | 2017. október 25. 2018. június 3.    | 5,91 millió |
| Amikor Garciát elkezdi nyugtalanítani egy olyan ügy, amely a múltja miatt különös jelentőséggel bír számára, Morgan meglátogatja, hogy érzelmi támogatást nyújtson.                                                                                            |     |                                             |                     |                                   |                                      |             |
| 283. | 6.  | A bunker (The Bunker)                       | Tawnia McKiernan    | Jim Clemente                      | 2017. november 8. 2018. június 3.    | 5,50 millió |
| Amikor több nő is eltűnik Virginia államban, a sikeres nyomozáshoz a Viselkedéskutató egységnek kell kitalálnia, hogy miben hasonlítanak egymáshoz az áldozatok.                                                                                               |     |                                             |                     |                                   |                                      |             |
| 284. | 7.  | Por és csontok (Dust and Bones)             | Marcus Stokes       | Erica Meredith                    | 2017. november 15. 2018. június 10.  | 5,64 millió |
| A Viselkedéskutató egység a Texas állambeli Austin városában keres egy elkövetőt, aki a közösség megbecsült tagjait veszi célba. |     |                                             |                     |                                   |                                      |             |
| 285. | 8.  | Neon terror (Neon Demon)                    | Bethany Rooney      | Erik Stiller                      | 2017. november 22. 2018. június 10.  | 6,31 millió |
| Amikor egy elkövető Miamiban a helyi médiának exkluzív videót kínál a bűncselekményeiről, hogy a figyelem központjába kerüljön, a Viselkedéskutató egységet hívják az ügy kivizsgálására.                                                                      |     |                                             |                     |                                   |                                      |             |
| 286. | 9.  | Kamu (False Flag)                           | Joe Mantegna        | Breen Frazier                     | 2017. december 6. 2018. június 17.   | 5,34 millió |
| Amikor egy bűnszövetkezet két tagja gyors egymásutánban eltűnik az Új Mexikó állambeli Roswell városában, a Viselkedéskutató egységet hívják az ügy kivizsgálására.                                                                                            |     |                                             |                     |                                   |                                      |             |
| 287. | 10. | Elmerülve (Submerged)                       | Rob Bailey          | Bruce Zimmerman                   | 2018. január 3. 2018. június 17.     | 5,41 millió |
| Amikor Kaliforniából több kerti medencés gyilkosságot is jelentenek, a Viselkedéskutatók egy rejtélyes múltú elkövető nyomába indulnak. |     |                                             |                     |                                   |                                      |             |
| 288. | 11. | Teljes buki (Full-Tilt Boogie)              | Simon Mirren        | Erica Messer és Kirsten Vangsness | 2018. január 10. 2018. június 24.    | 5,70 millió |
| A Viselkedéskutató egység egy Virginia állambeli kisvárosban történő betörések ügyében nyomoz. A helyi rendőrfőnök feleségét is megpróbálják meggyilkolni, ami miatt tengernyi titok kerül napvilágra.                                                         |     |                                             |                     |                                   |                                      |             |
| 289. | 12. | A növekvő rossz hold (Bad Moon on the Rise) | Christoph Schrewe   | Karen Maser                       | 2018. január 17. 2018. június 24.    | 5,63 millió |
| A Viselkedéskutatókat New Yorkba hívják, amikor több brutális gyilkosságot is jelentenek a Central Parkból. |     |                                             |                     |                                   |                                      |             |
| 290. | 13. | Ellenszer (Cure)                            | Glenn Kershaw       | Christopher Barbour               | 2018. január 24. 2018. július 1.     | 5,30 millió |
| A Viselkedéskutató egységet hívják, amikor több olyan gyilkosság is történik a fővárosban, ahol rejtélyes üzeneteket találnak az áldozatok szájában. |     |                                             |                     |                                   |                                      |             |
| 291. | 14. | Miasma (Miasma)                             | Leon Ichaso         | Erica Meredith                    | 2018. január 31. 2018. július 1.     | 5,42 millió |
| A Viselkedéskutató egységet hívják, amikor a new orleansi rendőrség tömegsírt talál egy feldúlt kriptában a helyi temetőben. |     |                                             |                     |                                   |                                      |             |
| 292. | 15. | Megsemmisítő (Annihilator)                  | Rob Bailey          | Erik Stiller                      | 2018. március 7. 2018. július 8.     | 5,04 millió |
| Az FBI nemzetbiztonsági igazgatóhelyettese, Linda Barnes is csatlakozik a Viselkedéskutató egységhez, amikor négy szobatárs meggyilkolása után nyomoznak St. Louisban.                                                                                         |     |                                             |                     |                                   |                                      |             |
| 293. | 16. | Egy utolsó lélegzet (Last Gasp)             | Adam Rodriguez      | Stephanie SenGupta                | 2018. március 14. 2018. július 8.    | 5,69 millió |
| A Viselkedéskutató egység az FBI nemzetbiztonsági igazgatóhelyettese, Linda Barnes figyelő szemeitől távol, titokban találkozik, hogy egy olyan elkövető ügyében nyomozzon, aki fiatal nőket rabol el, és készít róluk fényképeket.                            |     |                                             |                     |                                   |                                      |             |
| 294. | 17. | A Capilano testvérek (The Capilano's)       | Matthew Gray Gubler | Erica Messer                      | 2018. március 21. 2018. július 15.   | 5,26 millió |
| A Viselkedéskutató egységet hívják segítségül Oklahomába, hogy a gyilkos bohóc után nyomozzanak, aki a Guymon nevű csendes kis várost tartja rettegésben. |     |                                             |                     |                                   |                                      |             |
| 295. | 18. | Szerelemtánc (The Dance Of Love)            | Joe Mantegna        | Bruce Zimmerman                   | 2018. március 28. 2018. július 15.   | 6,59 millió |
| A Viselkedéskutató egység Chicagoba utazik, hogy egy olyan ismeretlen elkövető után nyomozzanak, aki vörös rózsát hagy minden egyes áldozata mellett. Rossit váratlanul meglátogatja volt felesége, Krystall Richards.                                         |     |                                             |                     |                                   |                                      |             |
| 296. | 19. | Ex Parte (Ex Parte)                         | Lily Mariye         | Christopher Barbour               | 2018. április 4. 2018. július 22.    | 5,90 millió |
| A Viselkedéskutató egység veszi át az irányítást egy túszdráma helyszínén: annál a washingtoni ügyvédi irodánál, ahol Matt Simmons felesége, Kristy is dolgozik.                                                                                               |     |                                             |                     |                                   |                                      |             |
| 297. | 20. | Együnk jót (All You Can Eat)                | Diana Valentine     | Karen Maser                       | 2018. április 11. 2018. július 22.   | 5,20 millió |
| A Járványügyi Központ a Viselkedéskutató egységet hívja, amikor bioterrorizmust sejtenek egy sor virginiai haláleset mögött. Garcia meglátogatja mostohatestvérét, Carlos-t, hogy gondoskojon egy nehéz családi ügyről.                                        |     |                                             |                     |                                   |                                      |             |
| 298. | 21. | Kevert jelek (Mixed Signals)                | Alec Smight         | Erica Meredith és Erik Stiller    | 2018. április 18. 2018. július 29.   | 5,65 millió |
| A Viselkedéskutató egységet hívják az új-mexikói Taosba, amikor egy ismeretlen elkövető az áldozatainak a halántéklebenyeit veszi célba. |     |                                             |                     |                                   |                                      |             |
| 299. | 22. | Hívők (Believer)                            | Glenn Kershaw       | Breen Frazier                     | 2018. április 18. 2018. július 29.   | 5,65 millió |
| Amikor Reid egy raktárhelyiségben talál rá az egykori FBI titkos ügynökre, Owen Quinnre, a Viselkedéskutató egység megkérdőjelezi Quinn bizarr beszámolójának a hitelességét, amiben azt állítja, hogy a „Fojtogató” néven emlegetett elkövető után nyomozott. |     |                                             |                     |                                   |                                      |             |

## 14. évad (2018-2019)
| Sor. | Év. | Cím                                | Rendező             | Író                               | Premier                            | Nézettség   |
| --- | --- | ---------------------------------- | ------------------- | --------------------------------- | ---------------------------------- | ----------- |
| 300. | 1.  | 300 (300)                          | Glenn Kershaw       | Erica Messer                      | 2018. október 3. 2019. április 27. | 4,45 millió |
| Amikor Reidet és Garciát elrabolja Benjamin Merva, a csapat többi tagján múlik, hogy megtalálják-e őket. A Viselkedéskutató egység meglepő nyomokat talál saját múltjukban ahhoz, hogy rájöjjenek, miért ezt a két hőst vette célba egy tömeggyilkos. Az idővel futnak versenyt, mielőtt egy „hívő” jóslatai beteljesülnek. |     |                                    |                     |                                   |                                    |             |
| 301. | 2.  | Első otthon (Starter Home)         | Diana C. Valentine  | Bruce Zimmerman                   | 2018. október 10. 2019. május 4.   | 4,65 millió |
| Amikor több áldozat mumifikálódott holttestére bukkannak egy öreg házaspár dél-karolinai otthonának falában, Rossi, J.J. és Simmons elindul, hogy a 20 évvel ezelőtti nyomok alapján megtalálják az elkövetőt. Ez akkor válik igazán sürgőssé, amikor a Viselkedéskutató Egység rájön, hogy a gyilkos konkrét rituálé alapján csap le áldozataira, és ez be is igazolódik, amikor egy újabb ember eltűnését jelentik. Mindemellett Rossi ismét kapcsolatba lép volt feleségével, Krystallal.                                                                        |     |                                    |                     |                                   |                                    |             |
| 302. | 3.  | 34-es szabály (Rule 34)            | Alec Smight         | Christopher Barbour               | 2018. október 17. 2019. május 4.   | 4,42 millió |
| Amikor hátborzongató tartalmú csomagokat szállítanak ki hat embernek Washington D.C. környékén, a Viselkedéskutató Egységnek az ismeretlen elkövető beazonosítása előtt először rá kell jönnie, hogy mi a közös a címzettekben. Simmons és Kristy megpróbál javítani fiúkkal, Daviddel való kapcsolatukon, akit az agresszív viselkedése miatt felfüggesztettek az iskolában. |     |                                    |                     |                                   |                                    |             |
| 303. | 4.  | Ártatlanság (Innocence)            | Matthew Gray Gubler | Breen Frazier                     | 2018. október 24. 2019. május 11.  | 4,29 millió |
| Rövid idővel azután, hogy a Viselkedéskutató Egység akcióba lendül, és segít a helyi bűnüldöző szerveknek elkülöníteni a floridai Tallahasseeban előforduló rituális gyilkosságok első számú gyanúsítottját, az első áldozattal kapcsolatban álló második személyt is hasonló körülmények között találják holtan. Prentiss erősen aggódik Garcia elrablását követő viselkedése miatt, és van egy ötlete arra vonatkozóan, hogy miként tudna segíteni a gyógyulási folyamatban.                                                                                      |     |                                    |                     |                                   |                                    |             |
| 304. | 5.  | Gólem (The Tall Man)               | Lily Mariye         | Stephanie Sengupta                | 2018. október 31. 2019. május 11.  | 4,41 millió |
| A Viselkedéskutató Egység a „nagy ember” legendáját, azaz egy ijesztő helyi kísértettörténetet és az ezzel kapcsolatos esetleges nyomokat vizsgálja, amikor két ember eltűnését jelentik a Kelet Allegheny Halott Ember Konzervatóriumból, egy harmadik pedig rejtélyes módon bukkan fel a következő napon, és nem nagyon tudja elmondani, hogy mit történt a barátaival. JJ megpróbál segíteni az ügyben, de nem lelkesedik túlságosan azért, hogy visszautazzon szülővárosába, mivel fájó gyerekkori emlékeket kelt benne nővére tragikus halálával kapcsolatban. |     |                                    |                     |                                   |                                    |             |
| 305. | 6.  | Luke (Luke)                        | Joe Mantegna        | Erik Stiller                      | 2018. november 7. 2019. május 18.  | 4,56 millió |
| A Viselkedéskutató Egység a marylandi Bethesdába utazik, hogy kivizsgálja azt a négy gyilkossági esetet, amely három nap alatt történt a keleti tengerparton. A gyilkosságok személyes üggyé válnak Alvez számára, amikor az Egység kapcsolatot talál a jelen és Alvez öt évvel ezelőtti munkája között, amely során a Kábítószerellenes Hivatallal és a mexikói rendőrséggel együtt próbálta elkapni Mexikó leghírhedtebb bérgyilkosát. Alvez és barátnője, Lisa úgy dönt, hogy összeköltöznek.                                                                    |     |                                    |                     |                                   |                                    |             |
| 306. | 7.  | Huszonhét (Twenty Seven)           | Sharat Raju         | Erica Meredith                    | 2018. november 14. 2019. május 18. | 4,52 millió |
| Szó szerint az idővel futnak versenyt, amikor a Viselkedéskutató Egység megpróbálja elkapni azokat az önbíráskodókat, akiket a nemzet fővárosában 27 percenként bekövetkező támadássorozat mögött sejtenek. Prentiss és az Egység vezetője, Andrew Mendoza vezeti az ismeretlen elkövetők és az őket irányító motivációk után indított nyomozást. |     |                                    |                     |                                   |                                    |             |
| 307. | 8.  | Ashley (Ashley)                    | Adam Rodriguez      | Stephanie Birkitt                 | 2018. november 21. 2019. május 25. | 5,47 millió |
| A Viselkedéskutató Egység egy kettős gyilkossággal és egy new hampshire-i emberrablással kapcsolatban nyomoz. Rossi azt tervezi, hogy új szintre emeli Krystallal való kapcsolatát, de az események nem a tervnek megfelelően haladnak. |     |                                    |                     |                                   |                                    |             |
| 308. | 9.  | Törött szárny (Broken Wing)        | Aisha Tyler         | Jim Clemente                      | 2018. december 5. 2019. május 25.  | 4,50 millió |
| Egy professzor Lewis múltjából fontos információval szolgál a Viselkedéskutató Egység számára azzal az aggasztóan nagy számú, túladagolásból eredő halálesettel kapcsolatban, amely a rehabilitációról épp visszatérő betegeket érinti. |     |                                    |                     |                                   |                                    |             |
| 309. | 10. | Hús és vér (Flesh and Blood)       | Glenn Kershaw       | Christopher Barbour               | 2018. december 12. 2019. június 1. | 5,43 millió |
| Prentiss kénytelen szembenézni a múltjával, amikor a Viselkedéskutató Egységet küldik olyan sikeres üzletemberek halálával kapcsolatban, ahol mindegyiküknek eltávolították a szívét. Prentis szeretné, ha romantikusra sikerülne az első randevúja Mendozával, de az estét Rossi sürgős telefonhívása szakítja meg. |     |                                    |                     |                                   |                                    |             |
| 310. | 11. | Éjszakai fények (Night Lights)     | Nelson McCormick    | Heather Noel Aldridge             | 2019. január 2. 2019. június 1.    | 4,91 millió |
| A Viselkedéskutató Egység az oregoni Portlandbe tart abból a célból, hogy kivizsgálják azt a hátborzongató eltűnési ügyet, amely egy olyan helyi házaspárral lehet kapcsolatban, akiket egy héttel korábban gyilkoltak meg az otthonukban. |     |                                    |                     |                                   |                                    |             |
| 311. | 12. | A Hamelni patkányfogó (Hamelin)    | Simon Mirren        | Bruce Zimmerman                   | 2019. január 9. 2019. június 8.    | 4,55 millió |
| Prentiss és a Viselkedéskutató Egység Iowaba repül, hogy kivizsgálják három tízéves gyerek eltűnését, akiket a látszat szerint az éjszaka közepén raboltak el az otthonukból. A szomszédos parkban elhelyezett videokamera felvétele az egyetlen nyom, ami a gyerekek hollétéhez vezethet. |     |                                    |                     |                                   |                                    |             |
| 312. | 13. | Kaméleon (Chameleon)               | A.J. Cook           | Charles Dewey és Breen Frazier    | 2019. január 23. 2019. június 8.   | 4,45 millió |
| Rossi saját intézkedéseit is megkérdőjelezi, miután majdnem végzetessé vált számára egy olyan sorozatgyilkossal való küzdelem, aki túljárt a Viselkedéskutató Egység eszén. |     |                                    |                     |                                   |                                    |             |
| 313. | 14. | Beteg és gonosz (Sick and Evil)    | Rob Bailey          | Erik Stiller                      | 2019. január 30. 2019. június 15.  | 4,73 millió |
| A Viselkedéskutató Egység egy olyan gyilkosság-sorozat ügyében nyomoz, amely egy állítólagos kísértetjárta házban történt a Maine állambeli Lewinstonban. |     |                                    |                     |                                   |                                    |             |
| 314. | 15. | Felelsz vagy mersz (Truth or Dare) | Glenn Kershaw       | Erica Messer és Kirsten Vangsness | 2019. február 6. 2019. június 15.  | 4,72 millió |
| Már szinte hallani véli Rossi az esküvői harangokat a Krystallal kötendő esküvőjénél, de előtte a Viselkedéskutató Egységnek még el kell utaznia Los Angelesbe, hogy kiderítsék egy olyan halálos lövöldözés sorozat indítékát, amelyet fényes nappal, gépkocsi-balesetek után követtek el. |     |                                    |                     |                                   |                                    |             |

## 15. évad (2020)
| Sor. | Év. | Cím                                | Rendező              | Író                                | Premier                                | Nézettség   |
| --- | --- | ---------------------------------- | -------------------- | ---------------------------------- | -------------------------------------- | ----------- |
| 315. | 1.  | A bőr alatt (Under the Skin)       | Nelson McCormick     | Christopher Barbour                | 2020. január 8. 2020. március 21.      | 4,82 millió |
| A csapat sorozatgyilkosok után nyomoz. Egyikük megcsonkítja a nők arcát, egy másik pedig férfiak hasát metszi fel. J.J. és Spencer még mindig nem tért magához a nő vallomását követően. J.J. élete veszélybe kerül. |     |                                    |                      |                                    |                                        |             |
| 316. | 2.  | Ébredés (Awakenings)               | Alec Smight          | Stephanie Sengupta                 | 2020. január 8. 2020. március 21.      | 4,49 millió |
| A Viselkedéskutató egység egyik tagja kórházban van, a többiek pedig próbálják megtalálni Everett Lynchet és lányát. Spencer édesanyja állapotában némi javulás tapasztalható, ezért Spencer meglátogatja őt. |     |                                    |                      |                                    |                                        |             |
| 317. | 3.  | Kiváncsiskodók (Spectator Slowing) | Kevin Berlandi       | Bruce Zimmerman                    | 2020. január 15. 2020. március 28.     | 4,58 millió |
| Amikor egy édesanyát és lányát kórházba visznek egy levélbombás támadást követően Tennesseeben, a Viselkedéskutató egység a bombakészítő nyomába ered, aki szemmel láthatólag személyes ellenszenv alapján választja ki áldozatait. |     |                                    |                      |                                    |                                        |             |
| 318. | 4.  | Szombat (Saturday)                 | Edward Allen Bernero | Stephanie Birkitt és Breen Frazier | 2020. január 22. 2020. március 28.     | 4,49 millió |
| A Viselkedéskutató egység tagjai meglehetősen különböző módon töltik szombati pihenőjüket. Rossi és Prentiss segít Simmonsnak felépíteni az új házát, Garcia pedig egy hackerversenyt szervez. Reid beszédbe elegyedik egy Maxine nevű nővel. |     |                                    |                      |                                    |                                        |             |
| 319. | 5.  | Szellem (Ghost)                    | Diana Valentine      | Bobby Chacon és Jim Clemente       | 2020. január 29. 2020. szeptember 19.  | 5,88 millió |
| Több, halálos áldozatokat is követelő lövöldözést követően a Viselkedéskutató egység az Illinois állambeli Des Plaines-ba utazik, hogy kivizsgálja az esetet, amelyben úgy tűnik, hogy egy sorozatgyilkos egy korábbi elkövetőt utánoz. Az erőfeszítéseiket viszont nagyban visszaveti, amikor Viselkedéskutató egység néhány tagja kerül a célkeresztbe.                                                                   |     |                                    |                      |                                    |                                        |             |
| 320. | 6.  | Esti randi (Date Night)            | Marcus Stokes        | Breen Frazier                      | 2020. február 5. 2020. szeptember 19.  | 4,35 millió |
| Amikor elrabolják egy apát és lányát Washington, D.C.-ben, Reid ismét szemben találja magát a Cat Adams nevű bérgyilkosnővel, ami miatt viszont lehet, hogy le kell mondania a Maxine-nel megbeszélt randevúját. |     |                                    |                      |                                    |                                        |             |
| 321. | 7.  | Rusty (Rusty)                      | Rachel Feldman       | Erica Meredith és Erik Stiller     | 2020. február 5. 2020. szeptember 26.  | 3,74 millió |
| Miután három férfi brutálisan megcsonkított és lefejezett holttestére bukkannak Denverben, a Viselkedéskutató egység egy olyan, hallucinációkkal kísért pszichés zavarral hozza összefüggésbe a bűncselekményeket, amelyben téves emlékek és a Schrödinger egyenlet is megjelenik. Mindeközben Prentiss kénytelen átgondolni, hogy képesek-e a jövőben is fenntartani távkapcsolatukat Andrew Mendoza különleges ügynökkel. |     |                                    |                      |                                    |                                        |             |
| 322. | 8.  | Családfa (Family Tree)             | Alec Smight          | Bruce Zimmerman                    | 2020. február 12. 2020. szeptember 26. | 3,94 millió |
| A Viselkedéskutató egység a texasi Beaumontba utazik, hogy kivizsgáljon egy olyan gyilkosság-sorozatot, amelynek üzletemberek a célpontjai. Mindeközben Prentiss és J.J. kénytelen fontos döntéseket hozni a jövőjükkel kapcsolatosan, mivel két eltérő helyről kaptak állásajánlatot. |     |                                    |                      |                                    |                                        |             |
| 323. | 9.  | Konfrontáció (Face Off)            | Sharat Raju          | Christopher Barbour                | 2020. február 19. 2020. október 3.     | 5,46 millió |
| Már egy év is eltelt azóta, hogy Everett Lynch, azaz "A kaméleon" kis híján megölte Rossit, aki azóta új elméleteket gyártott korábbi társa, Jason Gideon elképzelései alapján. A Viselkedéskutató egység mindent megmozgat, hogy levadásszák Lynchet. |     |                                    |                      |                                    |                                        |             |
| 324. | 10. | És vége (And in the End...)        | Glenn Kershaw        | Erica Messer és Kirsten Vangsness  | 2020. február 19. 2020. október 3.     | 5,36 millió |
| Miután robbanással végződik Reid és "A kaméleon" közti személyes találkozó, a nyomozó agysérüléseket szenved. Hallucinációi közben még egy szellem is meglátogatja a múltjából. A Viselkedéskutató egység egy olyan megdöbbentő felfedezést tesz Lynch-csel kapcsolatosan, ami Rossit személy szerint érzékenyen érinti. Az egység minden tagja Rossi nyugdíjazásának megünneplésére készül.                                |     |                                    |                      |                                    |                                        |             |

## 16. évad: Evolúció (2022-2023)
| Sor. | Év. | Cím                                      | Rendező          | Író                 | Premier                              |
| ---- | --- | ---------------------------------------- | ---------------- | ------------------- | ------------------------------------ |
| 325. | 1.  | A legelején (Just Getting Started)       | Nelson McCormick | Erica Messer        | 2022. november 24. 2023. március 15. |
| 326. | 2.  | Sicarius (Sicarius)                      | Nelson McCormick | Breen Frazier       | 2022. november 24. 2023. március 15. |
| 327. | 3.  | Jávorszarvas (Moose)                     | Joe Mantegna     | Matthew Lau         | 2022. december 1. 2023. március 15.  |
| 328. | 4.  | Pay-Per-View (Pay-Per-View)              | Adam Rodriguez   | Christopher Barbour | 2022. december 8. 2023. március 15.  |
| 329. | 5.  | Ödipusz-tragédia (Oedipus Wrecks)        | Sharat Raju      | Jayne A. Archer     | 2022. december 15. 2023. március 15. |
| 330. | 6.  | Igaz meggyőződés (True Conviction)       | Bethany Rooney   | Chikodili Agwuna    | 2023. január 12. 2023. március 15.   |
| 331. | 7.  | Ami nem öl meg... (What Doesn't Kill Us) | Aisha Tyler      | Sullivan Fitzgerald | 2023. január 19. 2023. március 15.   |
| 332. | 8.  | Nefelejcs (Forget Me Knots)              | A.J. Cook        | Carlton Gillespie   | 2023. január 26. 2023. március 15.   |
| 333. | 9.  | Memento Mori (Memento Mori)              | Doug Aarniokoski | Breen Frazier       | 2023. február 2. 2023. március 15.   |
| 334. | 10. | Zsákutca (Dead End)                      | Glenn Kershaw    | Christopher Barbour | 2023. február 9. 2023. március 15.   |

## 17. évad: Evolúció (2024)
| Sor. | Év. | Cím                                                 | Rendező          | Író                                      | Premier                               |
| ---- | --- | --------------------------------------------------- | ---------------- | ---------------------------------------- | ------------------------------------- |
| 335. | 1.  | Aranycsillag (Gold Star)                            | Doug Aarniokoski | Erica Messer                             | 2024. június 6. 2024. június 14.      |
| 336. | 2.  | Fertőzés (Contagion)                                | A.J. Cook        | Mathew Lau                               | 2024. június 6. 2024. június 14.      |
| 337. | 3.  | Honvágy (Homesick)                                  | Adam Rodriguez   | Sullivan Fitzgerald és Carlton Gillespie | 2024. június 13. 2024. június 14.     |
| 338. | 4.  | A vakok birodalma (Kingdom of the Blind)            | Joe Mantegna     | Chikodili Agwuna és Jayne A. Archer      | 2024. június 20. 2024. június 21.     |
| 339. | 5.  | Összeesküvés kontra elmélet (Conspiracy vs. Theory) | Sharat Raju      | Breen Frazier                            | 2024. június 27. 2024. június 28.     |
| 340. | 6.  | Palackba zárt üzenet (Message in a Bottle)          | Nelson McCormick | Carlton Gillespie és Sullivan Fitzgerald | 2024. július 4. 2024. július 5.       |
| 341. | 7.  | Piranha (Piranha)                                   | Aisha Tyler      | Chikodili Agwuna és Jayne A. Archer      | 2024. július 11. 2024. július 12.     |
| 342. | 8.  | Sarkcsillag (North Star)                            | Zach Gilford     | Charles Dewey és Christopher Barbour     | 2024. július 18. 2024. július 19.     |
| 343. | 9.  | Csillagok és csíkok (Stars & Stripes)               | Bethany Rooney   | Christopher Barbour                      | 2024. július 25. 2024. július 26.     |
| 344. | 10. | Mentsük a gyermekeket (Save the Children)           | Glenn Kershaw    | Breen Frazier                            | 2024. augusztus 1. 2024. augusztus 2. |

## 18. évad: Evolúció (2025)
| Sor. | Év. | Cím                                                                       | Rendező          | Író                       | Premier                           |
| ---- | --- | ------------------------------------------------------------------------- | ---------------- | ------------------------- | --------------------------------- |
| 345. | 1.  | Fogkő (Swimmer's Calculus)                                                | Bethany Rooney   | Breen Frazier             | 2025. május 8. 2025. május 29.    |
| 346. | 2.  | Az Állatgondozó (The Zookeeper)                                           | Aisha Tyler      | Christopher Barbour       | 2025. május 15. 2025. május 29.   |
| 347. | 3.  | Ideje búcsúzni (Time to Say Goodbye)                                      | Joe Mantegna     | Erica Messer              | 2025. május 22. 2025. május 29.   |
| 348. | 4.  | Persze, minden rendben. Persze (I'm Fine, It's Fine. Everything is Fine.) | Anthony Vietros  | Jayne A. Archer           | 2025. május 29. 2025. május 30.   |
| 349. | 5.  | A kegyetlen ember (The Brutal Man)                                        | Nelson McCormick | Sullivan Fitzgerald       | 2025. június 5. 2025. június 6.   |
| 350. | 6.  | Kiürült a pokol... (Hell Is Empty...)                                     | Jackeline Tejada | Charles Dewey             | 2025. június 12. 2025. június 13. |
| 351. | 7.  | ...minden ördög itt van (...All the Devils Are Here)                      | A. J. Cook       | Carlton William Gillespie | 2025. június 19. 2025. június 20. |
| 352. | 8.  | Tara (Tara)                                                               | Sharat Raju      | Chikodili Agwuna          | 2025. június 26. 2025. június 27. |
| 353. | 9.  | A halál záloga (CollateRal)                                               | Doug Aarniokoski | Breen Frazier             | 2025. július 3. 2025. július 4.   |
| 354. | 10. | A Tanítvány (The Disciple)                                                | Glenn Kershaw    | Christopher Barbour       | 2025. július 10. 2025. július 11. |